# René Challe
Pour les articles homonymes, voir Challe.
René Marie Paul Alexandre Challe, né le 6 juin 1913 à Besançon (Doubs) et mort le 4 avril 2006 à Illiers-l'Évêque (Eure), était un aviateur militaire français, héros de la Seconde Guerre mondiale au sein du Régiment de chasse Normandie-Niémen.

## Distinctions
- Chevalier de la Légion d'honneur
- Croix de guerre 1939–1945
- Ordre du Drapeau rouge (URSS)
- Ordre de la Guerre patriotique (URSS)